# 1640
Il 1640 (MDCXL in numeri romani) è un anno bisestile del XVII secolo.

## Eventi
- Invenzione del cretonne.
- 7 giugno – Contadini catalani (cd. segadors, "mietitori" in catalano) armati di falci entrano a Barcellona, uccidendo i funzionari del re di Spagna Filippo IV e dando il via alle sollevazioni per l'indipendenza della Catalogna.
- 10 giugno – A Marino, posa della prima pietra della Basilica Collegiata di San Barnaba Apostolo, alla presenza del Connestabile Filippo I Colonna e del cardinal Girolamo Colonna vescovo di Frascati.
- 1º dicembre – Con un colpo di Stato organizzato dalla nobiltà e dalla borghesia portoghese contro Filippo IV di Spagna, ha inizio la Guerra di restaurazione portoghese.
- La più antica stampa conosciuta del "gioco dell'oca" risale al 1640.

## Nati

### Gennaio
- 5 gennaio - Paolo Lorenzani, compositore e musicista italiano († 1713)
- 8 gennaio - Elisabetta Dorotea di Sassonia-Gotha-Altenburg, nobile († 1709)
- 20 gennaio - Élie Benoît, storico e teologo francese († 1728)
- 23 gennaio - Philipp von Hörnigk, funzionario e economista tedesco († 1714)
- 25 gennaio - William Cavendish, I duca di Devonshire, nobile, politico e militare inglese († 1707)

### Febbraio
- 12 febbraio - Theodorus Rijcke, filologo olandese († 1690)
- 27 febbraio - Pedro Portocarrero y Guzmán, patriarca cattolico spagnolo († 1708)

### Marzo
- 6 marzo - Marcantonio Barbarigo, cardinale e arcivescovo cattolico italiano († 1706)
- 7 marzo - Urbano Sacchetti, cardinale e vescovo cattolico italiano († 1705)
- 7 marzo - Maria Theresa van Thielen, pittrice fiamminga († 1706)
- 13 marzo - Nicola Vaccaro, pittore italiano († 1709)
- 18 marzo - Philippe de La Hire, matematico, astronomo e architetto francese († 1718)

### Aprile
- 1º aprile - Georg Mohr, matematico danese († 1697)
- 1º aprile - Sigismondo Casimiro Vasa, principe polacco († 1647)
- 2 aprile - Leodegar Bürgisser, abate svizzero († 1717)
- 2 aprile - Gian Giordano Gonzaga, nobile italiano († 1677)
- 4 aprile - Gaspar Sanz, presbitero, compositore e chitarrista spagnolo († 1710)
- 18 aprile - Stechinelli, politico e banchiere italiano († 1694)
- 22 aprile - Mariana Alcoforado, monaca cristiana portoghese († 1723)
- 26 aprile - Willem Godschalck van Focquenbroch, poeta, drammaturgo e medico olandese († 1670)
- 26 aprile - Federico di Nassau-Weilburg, nobile tedesco († 1675)

### Maggio
- 25 maggio - Abraham Genoels II, pittore e incisore fiammingo († 1723)
- 31 maggio - Michele Korybut, sovrano polacco († 1673)

### Giugno
- 5 giugno - Pu Songling, scrittore cinese († 1715)
- 9 giugno - Leopoldo I d'Asburgo, imperatore († 1705)
- 13 giugno - Giacomo Cantelmo, cardinale e arcivescovo cattolico italiano († 1702)
- 16 giugno - Jacques Ozanam, matematico francese († 1718)
- 21 giugno - Abraham Mignon, pittore tedesco († 1679)

### Luglio
- 8 luglio - Enrico Stuart, nobile britannico († 1660)
- 10 luglio - Aphra Behn, scrittrice, poetessa e drammaturga britannica († 1689)

### Agosto
- 2 agosto - Gérard Audran, incisore francese († 1703)
- 25 agosto - Enrico Haffner, pittore italiano († 1702)

### Settembre
- 13 settembre - Anna di Anhalt-Bernburg, nobile († 1704)
- 21 settembre - Filippo I di Borbone-Orléans, principe francese († 1701)
- 26 settembre - Maria Elisabetta di Eggenberg, austriaca († 1715)
- 29 settembre - Antoine Coysevox, scultore francese († 1720)

### Ottobre
- 3 ottobre - Giuseppe Alberti, pittore, architetto e presbitero italiano († 1716)
- 5 ottobre - Françoise-Athénaïs di Montespan, nobildonna francese († 1707)
- 20 ottobre - Gérard Edelinck, pittore e incisore fiammingo († 1707)
- 29 ottobre - Giovanni Ventura Borghesi, pittore e architetto italiano († 1708)

### Novembre
- 1º novembre - Francisco de Benavides, conte († 1716)
- 4 novembre - Carlo Mannelli, violinista e compositore italiano († 1697)
- 12 novembre - Matthias Kramer, linguista, lessicografo e grammatico tedesco († 1729)
- 15 novembre - Wilhelm von Schröder, economista e politico tedesco († 1688)
- 21 novembre - Heinrich Franz von Mansfeld, nobile, diplomatico e militare austriaco († 1715)
- 22 novembre - Samuel Stryk, giurista tedesco († 1710)
- 27 novembre - Barbara Palmer, nobile britannica († 1709)
- 28 novembre - Willem de Vlamingh, esploratore olandese

### Dicembre
- 1º dicembre - Ercole Antonio Mattioli, politico e diplomatico italiano († 1694)
- 2 dicembre - Abraham Bloteling, incisore, disegnatore e editore olandese († 1690)
- 6 dicembre - Claude Fleury, storico, religioso e avvocato francese († 1723)
- 13 dicembre - Robert Plot, naturalista britannico († 1696)
- 16 dicembre - Johannes Gruber, politico e mercante svizzero († 1710)

### Senza giorno specificato
- Filippo Abbiati, pittore italiano († 1715)
- Thomas Allgood, inventore e decoratore inglese († 1716)
- Pierre Ango, fisico, matematico e gesuita francese († 1694)
- Francesco Barbacovi, scultore italiano
- Nicholas Barbon, economista inglese († 1698)
- Andreas Gottlieb von Bernstorff, politico tedesco († 1726)
- Giovanni Lorenzo Bertolotto, pittore italiano († 1721)
- Nozawa Bonchō, poeta giapponese († 1714)
- Clemente Erminio Borgia, nobile italiano († 1711)
- Francesco Botti, pittore italiano († 1711)
- Michael Burghers, incisore e disegnatore olandese († 1733)
- Jean Berain, pittore, decoratore e incisore francese († 1711)
- Edward Davis, incisore e mercante d'arte gallese († 1684)
- Stefano Onorato Ferretti, doge italiano († 1720)
- Antonio Grimaldi, doge († 1717)
- Elizabeth Hamilton, nobildonna scozzese († 1708)
- Marguerite Hessein de la Sablière, francese († 1693)
- Robert Knox, viaggiatore e scrittore scozzese († 1720)
- Edward Kynaston, attore teatrale inglese († 1712)
- La Voisin, avventuriera francese († 1680)
- Jacob Leisler, mercante, rivoluzionario e politico tedesco († 1691)
- Antonio Madiona, pittore italiano († 1719)
- Antonio Marchetti, medico e chirurgo italiano († 1730)
- Giovanni Antonio Mazzuoli, scultore italiano († 1714)
- Jean-Jacques de Mesmes, magistrato e politico francese († 1688)
- Andrea Monticelli, pittore italiano († 1716)
- Enrico Nassau, Lord Auverquerque, generale olandese († 1708)
- Louis Henri de Pardaillan de Gondrin, nobiluomo francese († 1691)
- Jan Reyning, pirata e marinaio olandese († 1697)
- Giovanni Sebenico, compositore, organista e tenore italiano († 1705)
- Dorothy Savile, viscontessa Halifax, nobildonna inglese († 1670)
- Maximilian Lorenz von Starhemberg, generale austriaco († 1689)
- Nicolaus Adam Strungk, compositore, violinista e organista tedesco († 1700)
- Jacques Tarade, ingegnere francese († 1722)
- Thomas Thynne, I visconte Weymouth, politico inglese († 1714)
- Nicolaes van Verendael, pittore fiammingo († 1691)
- William O'Brien, II conte di Inchiquin, nobile e ufficiale irlandese († 1692)
- William Wycherley, commediografo inglese († 1716)
- Joachim d'Alencé, astronomo e fisico francese († 1707)
- José Pérez de Rozas, religioso, storico e diplomatista spagnolo († 1696)
- Sa'ud ibn Muhammad ibn Muqrin, nobile arabo († 1726)

## Morti

### Gennaio
- 1º gennaio - Johann Wilhelm Baur, pittore tedesco (n. 1607)
- 19 gennaio - Lazzaro Cattaneo, missionario italiano (n. 1560)
- 25 gennaio - Robert Burton, saggista inglese (n. 1577)
- 26 gennaio - Enrico Matteo von Thurn-Valsassina, generale ceco (n. 1567)
- 26 gennaio - Gasparo Mola, medaglista, orafo e scultore italiano (n. 1571)
- 30 gennaio - Giacinta Marescotti, religiosa e santa italiana (n. 1585)

### Febbraio
- 2 febbraio - Giovanna di Lestonnac, religiosa francese (n. 1556)
- 4 febbraio - Hendrik Cornelisz Vroom, pittore, incisore e disegnatore olandese (n. 1562)
- 5 febbraio - Matthias Bernegger, filologo e astronomo tedesco (n. 1582)
- 9 febbraio - Murad IV, sultano ottomano (n. 1612)
- 11 febbraio - Domenico Giordani, vescovo cattolico italiano
- 12 febbraio - William Alexander, I conte di Stirling, scrittore scozzese
- 26 febbraio - Ferdinando Saracinelli, poeta e librettista italiano (n. 1583)
- 26 febbraio - Giovanni Severano, religioso e scrittore italiano (n. 1562)

### Marzo
- 17 marzo - Philip Massinger, drammaturgo inglese (n. 1583)

### Aprile
- 2 aprile - Paul Fleming, poeta e fisico tedesco (n. 1609)
- 2 aprile - Maciej Kazimierz Sarbiewski, poeta polacco (n. 1592)
- 10 aprile - Agostino Agazzari, compositore, organista e teorico della musica italiano (n. 1578)
- 12 aprile - Bruno Bruni, gesuita e missionario italiano (n. 1590)
- 16 aprile - Carlotta Flandrina di Nassau, badessa francese (n. 1579)
- 16 aprile - Rodrigo Pacheco, nobile spagnolo (n. 1580)
- 25 aprile - Alessandro Donati, gesuita, poeta e filologo italiano (n. 1584)
- 25 aprile - Alessandro Rangoni, vescovo cattolico italiano (n. 1578)
- 28 aprile - Luisa Giuliana del Palatinato-Simmern, nobile tedesca (n. 1594)

### Maggio
- 2 maggio - Thomas Fairfax, I lord Fairfax di Cameron, militare, diplomatico e politico scozzese (n. 1560)
- 5 maggio - François d'Arbaud de Porchères, poeta francese (n. 1590)
- 15 maggio - Francesco Guitti, architetto e scenografo italiano
- 30 maggio - André Duchesne, storico e geografo francese (n. 1584)
- 30 maggio - Peter Paul Rubens, pittore fiammingo (n. 1577)
- 31 maggio - Zeynab Begum, principessa persiana

### Giugno
- 3 giugno - Theophilus Howard, II conte di Suffolk, nobile e politico inglese (n. 1584)
- 4 giugno - Pedro de Teixeira, esploratore portoghese
- 7 giugno - Antonio de Oquendo y Zandátegui, ammiraglio spagnolo (n. 1577)
- 24 giugno - Cirillo II di Costantinopoli, arcivescovo ortodosso siriaco
- 29 giugno - John Adson, musicista e compositore inglese

### Luglio
- 1º luglio - Ivan Nikitič Romanov, nobile russo (n. 1560)
- 3 luglio - Cavalier d'Arpino, pittore italiano (n. 1568)
- 13 luglio - Enrico Casimiro I di Nassau-Dietz, conte (n. 1612)
- 13 luglio - Oniniwa Tsunamoto, militare giapponese (n. 1549)
- 25 luglio - Fabio Colonna, naturalista e botanico italiano (n. 1567)

### Agosto
- 17 agosto - Wilhelm Kettler, duca lettone (n. 1574)
- 22 agosto - Guglielmo Luigi di Nassau-Saarbrücken, nobile tedesco (n. 1590)
- 30 agosto - Thomas Hamilton, II conte di Haddington, nobile scozzese (n. 1600)

### Settembre
- 7 settembre - Francine Descartes,  francese (n. 1635)
- 10 settembre - Kaspar von Hohenems, politico austriaco (n. 1573)
- 13 settembre - Maria di Gesù López de Rivas Martínez, religiosa spagnola (n. 1560)
- 25 settembre - Filippo d'Arenberg, nobile belga (n. 1587)
- 30 settembre - Carlo I di Guisa, nobile francese (n. 1571)
- 30 settembre - Erasmo Paravicini, vescovo cattolico italiano (n. 1580)
- 30 settembre - Jacopo Chimenti, pittore italiano (n. 1551)

### Ottobre
- 1º ottobre - Claudio Achillini, giurista e scrittore italiano (n. 1574)
- 6 ottobre - Christian Ulrik Gyldenløve, diplomatico danese (n. 1611)
- 6 ottobre - Volrado IV di Waldeck, nobile tedesco (n. 1588)
- 19 ottobre - Eusebio Caimo, vescovo cattolico e giurista italiano (n. 1566)
- 20 ottobre - Francesca Caterina di Savoia, principessa e religiosa italiana (n. 1595)
- 30 ottobre - Giovanni Battista Agatich, vescovo cattolico dalmata (n. 1570)

### Novembre
- 2 novembre - Giuseppe Ballo, teologo e letterato italiano (n. 1567)
- 5 novembre - Anna Stuart, nobile britannica (n. 1637)
- 22 novembre - Mario Minniti, pittore italiano (n. 1577)
- 24 novembre - Gaspare Celio, pittore italiano (n. 1571)
- 25 novembre - Giles Farnaby, compositore inglese (n. 1563)
- 25 novembre - Pellegro Piola, pittore italiano (n. 1617)
- 28 novembre - Ioasaf I, monaco cristiano e arcivescovo ortodosso russo

### Dicembre
- 1º dicembre - Giorgio Guglielmo di Brandeburgo, nobile (n. 1595)
- 5 dicembre - John Atherton, vescovo anglicano irlandese (n. 1598)
- 7 dicembre - Rinaldo Scarlicchio, vescovo cattolico italiano
- 9 dicembre - Pietro Fourier, presbitero francese (n. 1565)
- 22 dicembre - Claudio di Bullion, avvocato, politico e diplomatico francese (n. 1569)
- 24 dicembre - Giovanni Battista Trotti, nobile, politico e giurista italiano (n. 1569)
- 31 dicembre - Giovanni Francesco Régis, presbitero e gesuita francese (n. 1597)

### Senza giorno specificato
- Mulla Sadra, filosofo e teologo iraniano (n. 1571)
- Torquato Accetto, poeta italiano
- Michael Altenburg, compositore e teologo tedesco (n. 1584)
- Francisco de Amaya, giurista spagnolo (n. 1585)
- Johan van der Burg, politico olandese
- Matteo Caccini, botanico italiano (n. 1573)
- Carlo di Castellamonte, architetto, ingegnere e militare italiano
- Angelo Castellari, vescovo cattolico italiano (n. 1596)
- Uriel da Costa, filosofo e educatore portoghese (n. 1585)
- Ercole Gonzaga, nobile e militare italiano
- Dionisio Guerri, pittore italiano (n. 1610)
- William Howard, nobile e antiquario inglese (n. 1563)
- Lodovico Isolani, generale italiano (n. 1586)
- Francisco Laso de la Vega, generale spagnolo (n. 1568)
- Giacomo Legi, pittore fiammingo (n. 1600)
- Alvise Lippomano, vescovo cattolico italiano (n. 1586)
- Florence MacCarthy, militare e nobile irlandese (n. 1560)
- Giovanni Battista Manna, pittore e poeta italiano (n. 1570)
- Agostino Mascardi, letterato e storico italiano (n. 1590)
- Bernard van Merode, nobile fiammingo (n. 1570)
- Osta Morat, ammiraglio tunisino (n. 1574)
- Placido Nigido, teologo e gesuita italiano (n. 1570)
- Antonio Provana, arcivescovo cattolico italiano (n. 1577)
- Erasmus Quellinus il Vecchio, scultore fiammingo (n. 1580)
- Heinrich Schön, architetto e ingegnere tedesco
- Roger Stafford, VI barone Stafford, nobile inglese (n. 1572)
- Pietro Tacca, scultore italiano (n. 1577)
- Lazzaro Tavarone, pittore italiano (n. 1556)
- Richard Verstegen, storico, incisore e poeta inglese (n. 1550)
- Ayşe Sultan,  ottomana
- Hezârfen Ahmed Çelebi, scienziato, inventore e astronomo ottomano (n. 1609)

## Calendario
| Calendario 1640 | Calendario 1640 | Calendario 1640 | Calendario 1640 | Calendario 1640 | Calendario 1640 | Calendario 1640 | Calendario 1640 | Calendario 1640 | Calendario 1640 | Calendario 1640 | Calendario 1640 | Calendario 1640 | Calendario 1640 | Calendario 1640 | Calendario 1640 | Calendario 1640 | Calendario 1640 | Calendario 1640 | Calendario 1640 | Calendario 1640 | Calendario 1640 | Calendario 1640 | Calendario 1640 | Calendario 1640 | Calendario 1640 | Calendario 1640 | Calendario 1640 | Calendario 1640 | Calendario 1640 | Calendario 1640 | Calendario 1640 | Calendario 1640 |
| --------------- | --------------- | --------------- | --------------- | --------------- | --------------- | --------------- | --------------- | --------------- | --------------- | --------------- | --------------- | --------------- | --------------- | --------------- | --------------- | --------------- | --------------- | --------------- | --------------- | --------------- | --------------- | --------------- | --------------- | --------------- | --------------- | --------------- | --------------- | --------------- | --------------- | --------------- | --------------- | --------------- |
|                 | 1               | 2               | 3               | 4               | 5               | 6               | 7               | 8               | 9               | 10              | 11              | 12              | 13              | 14              | 15              | 16              | 17              | 18              | 19              | 20              | 21              | 22              | 23              | 24              | 25              | 26              | 27              | 28              | 29              | 30              | 31              |                 |
| Gennaio         | Do              | Lu              | Ma              | Me              | Gi              | Ve              | Sa              | Do              | Lu              | Ma              | Me              | Gi              | Ve              | Sa              | Do              | Lu              | Ma              | Me              | Gi              | Ve              | Sa              | Do              | Lu              | Ma              | Me              | Gi              | Ve              | Sa              | Do              | Lu              | Ma              |                 |
| Febbraio        | Me              | Gi              | Ve              | Sa              | Do              | Lu              | Ma              | Me              | Gi              | Ve              | Sa              | Do              | Lu              | Ma              | Me              | Gi              | Ve              | Sa              | Do              | Lu              | Ma              | Me              | Gi              | Ve              | Sa              | Do              | Lu              | Ma              | Me              |                 |                 |                 |
| Marzo           | Gi              | Ve              | Sa              | Do              | Lu              | Ma              | Me              | Gi              | Ve              | Sa              | Do              | Lu              | Ma              | Me              | Gi              | Ve              | Sa              | Do              | Lu              | Ma              | Me              | Gi              | Ve              | Sa              | Do              | Lu              | Ma              | Me              | Gi              | Ve              | Sa              |                 |
| Aprile          | Do              | Lu              | Ma              | Me              | Gi              | Ve              | Sa              | Do              | Lu              | Ma              | Me              | Gi              | Ve              | Sa              | Do              | Lu              | Ma              | Me              | Gi              | Ve              | Sa              | Do              | Lu              | Ma              | Me              | Gi              | Ve              | Sa              | Do              | Lu              |                 |                 |
| Maggio          | Ma              | Me              | Gi              | Ve              | Sa              | Do              | Lu              | Ma              | Me              | Gi              | Ve              | Sa              | Do              | Lu              | Ma              | Me              | Gi              | Ve              | Sa              | Do              | Lu              | Ma              | Me              | Gi              | Ve              | Sa              | Do              | Lu              | Ma              | Me              | Gi              |                 |
| Giugno          | Ve              | Sa              | Do              | Lu              | Ma              | Me              | Gi              | Ve              | Sa              | Do              | Lu              | Ma              | Me              | Gi              | Ve              | Sa              | Do              | Lu              | Ma              | Me              | Gi              | Ve              | Sa              | Do              | Lu              | Ma              | Me              | Gi              | Ve              | Sa              |                 |                 |
| Luglio          | Do              | Lu              | Ma              | Me              | Gi              | Ve              | Sa              | Do              | Lu              | Ma              | Me              | Gi              | Ve              | Sa              | Do              | Lu              | Ma              | Me              | Gi              | Ve              | Sa              | Do              | Lu              | Ma              | Me              | Gi              | Ve              | Sa              | Do              | Lu              | Ma              |                 |
| Agosto          | Me              | Gi              | Ve              | Sa              | Do              | Lu              | Ma              | Me              | Gi              | Ve              | Sa              | Do              | Lu              | Ma              | Me              | Gi              | Ve              | Sa              | Do              | Lu              | Ma              | Me              | Gi              | Ve              | Sa              | Do              | Lu              | Ma              | Me              | Gi              | Ve              |                 |
| Settembre       | Sa              | Do              | Lu              | Ma              | Me              | Gi              | Ve              | Sa              | Do              | Lu              | Ma              | Me              | Gi              | Ve              | Sa              | Do              | Lu              | Ma              | Me              | Gi              | Ve              | Sa              | Do              | Lu              | Ma              | Me              | Gi              | Ve              | Sa              | Do              |                 |                 |
| Ottobre         | Lu              | Ma              | Me              | Gi              | Ve              | Sa              | Do              | Lu              | Ma              | Me              | Gi              | Ve              | Sa              | Do              | Lu              | Ma              | Me              | Gi              | Ve              | Sa              | Do              | Lu              | Ma              | Me              | Gi              | Ve              | Sa              | Do              | Lu              | Ma              | Me              |                 |
| Novembre        | Gi              | Ve              | Sa              | Do              | Lu              | Ma              | Me              | Gi              | Ve              | Sa              | Do              | Lu              | Ma              | Me              | Gi              | Ve              | Sa              | Do              | Lu              | Ma              | Me              | Gi              | Ve              | Sa              | Do              | Lu              | Ma              | Me              | Gi              | Ve              |                 |                 |
| Dicembre        | Sa              | Do              | Lu              | Ma              | Me              | Gi              | Ve              | Sa              | Do              | Lu              | Ma              | Me              | Gi              | Ve              | Sa              | Do              | Lu              | Ma              | Me              | Gi              | Ve              | Sa              | Do              | Lu              | Ma              | Me              | Gi              | Ve              | Sa              | Do              | Lu              |                 |